# Daley Thompson
Daley Thompson (eigentlich Francis Morgan Thompson; * 30. Juli 1958 in Notting Hill, London) ist ein ehemaliger britischer Zehnkämpfer. Er gewann 19 von 37 Zehnkämpfen, bei denen er angetreten war, wurde Olympiasieger, Weltmeister sowie Europameister und war Sieger der Commonwealth Games. Von 1980 bis 1986 blieb er im Zehnkampf ungeschlagen. Er stellte im Lauf seiner Karriere vier Weltrekorde auf, deren letzter acht Jahre lang nicht übertroffen werden konnte.

## Karriere

### Die frühen Jahre

#### Bis 1976
Francis Morgan Thompson wurde als zweiter Sohn eines Nigerianers und einer Schottin in London geboren. Sein Vater nannte ihn Ayodele, das bedeutet etwa Die Freude kommt heim; aus diesem Namen entwickelte sich dann sein Rufname Daley. Daleys Vater starb, als Daley zwölf Jahre alt war, von da an musste Lydia Thompson allein für ihre zwei Söhne und die Tochter sorgen. Thompsons sportliches Talent zeigte sich schon früh und er begann in den Jugendmannschaften von Chelsea und Fulham mit dem Fußballsport. In der Schule war er auch als Sprinter bekannt. Der Leichtathletiktrainer Bob Mortimer vom Londoner Verein Haywards Heath Harriers wurde auf den jungen Sprinter aufmerksam und Thompson begann mit speziellem Leichtathletiktraining. Sein angeborenes Bewegungstalent ließ aber neben dem Sprint weitere Einsatzmöglichkeiten erkennen. Mortimer zeigte seinen Schützling dem Mehrkampf-Coach Bruce Longden und man überlegte sich, dass man einmal ausloten sollte, was Thompson als Zehnkämpfer zeigen könne. Für diesen Test meldeten ihn die Trainer im Juni 1975 bei den Welsh Open in Cwmbran an. Daley Thompson hatte zwar im Training alle Disziplinen schon ausgeübt, einige aber noch nie im Wettkampf. Andererseits hatten die Welsh Open eine Altersbegrenzung ab 18 Jahren, für den noch 16-jährigen Thompson wurde eine Ausnahme gemacht. Am 28. und 29. Juni 1975 absolvierte Daley Thompson seinen ersten Zehnkampf und siegte mit 6685 Punkten (6523). Im Lauf des Jahres 1975 konnte sich Thompson bei zwei weiteren Zehnkämpfen, beide ebenfalls in Cwmbran ausgetragen, weiter steigern. Bei den britischen Juniorenmeisterschaften am 30. und 31. August siegte er mit 7008 Punkten (6845). Am 4. und 5. Oktober nahm Thompson an einem Länderkampf gegen Frankreich teil und belegte mit 7100 Punkten (6935) den zweiten Platz.
Auch seinen vierten Zehnkampf absolvierte Thompson in Cwmbran, am 22. und 23. Mai 1976 gewann er dort den britischen Meistertitel mit 7684 Punkten (7517), womit er die Olympianorm des britischen Verbandes um 34 Punkte übertraf. Am 26. und 27. Juni trat Thompson erstmals im Ausland an. Bei einem Ländervergleichskampf in Kopenhagen erreichte er Platz 10 mit 6639 Punkten (6649), nachdem er im Stabhochsprung drei ungültige Versuche bei der Anfangshöhe gezeigt hatte, einen Salto Nullo. Trotzdem wurde er für die Olympischen Spiele in Montreal nominiert. Mit 7434 Punkten (7330) belegte er in der Olympischen Entscheidung am 29. und 30. Juli Platz 18, wobei er am zweiten Wettkampftag auch seinen 18. Geburtstag feiern konnte. Nachdem er im 100-Meter-Lauf mit 10,79 s die zweitschnellste Zeit aller Teilnehmer gelaufen hatte, blieb er vor allem in den Wurfdisziplinen nicht nur hinter seinen Konkurrenten, sondern auch hinter seinen eigenen Leistungen aus dem Mai zurück; immerhin gelang ihm erstmals in einem Zehnkampf ein Sprung über die Viermetermarke im Stabhochsprung. Der US-amerikanische Olympiasieger von Montreal Bruce Jenner hatte im Wettkampf mit 8618 Punkten einen neuen Weltrekord aufgestellt, Zweiter wurde der Westdeutsche Guido Kratschmer mit 8411 Punkten. Am 4. und 5. September trat Thompson noch zum Zehnkampf in Talence an. Dort gewann Alexander Grebenjuk aus der Sowjetunion mit dem Europarekord von 8468 Punkten, Thompson erreichte mit 7905 Punkten (7742) den vierten Platz.

#### 1977 bis 1979
Die Saison 1977 begann für Thompson beim Mehrkampf-Meeting Götzis. Mit 7921 Punkten (7856) konnte er seine Bestleistung von Talence erneut steigern und belegte hinter dem Österreicher Sepp Zeilbauer und dem US-Amerikaner Fred Dixon den dritten Platz. Am 25. und 26. Juni trat er bei einem Ländervergleichskampf mit Spanien, Dänemark und Italien in Madrid an und gewann mit 8190 Punkten (8056). Damit hatte Thompson erstmals die Achttausend-Punkte-Marke übertroffen. Am 30. und 31. Juli 1977 fand in Sittard das Halbfinale zum Leichtathletik-Europacup der Mehrkämpfer statt. Thompson gewann mit 8124 Punkten (8082), die britische Mannschaft qualifizierte sich dank seiner Leistung für das Finale, obwohl die anderen beiden Briten Panayiotos Zeniou mit 7256 Punkten und Nick Phipps mit 7054 Punkten deutlich hinter Thompsons Leistung blieben. Beim Finale im September wurden die Briten Achte und letzte, da Thompson nicht am Start war; der Auftritt in Sittard sollte Thompsons einzige Teilnahme am Europacup bleiben. Daley Thompson hatte am 19. und 20. August seinen vierten Zehnkampf der Saison absolviert, als er bei den Junioreneuropameisterschaften in Donezk mit 7647 Punkten (7568) den Titel gewann. Dritter wurde in diesem Wettkampf Jürgen Hingsen aus Krefeld, auf den Thompson im weiteren Verlauf seiner Karriere noch oft treffen sollte. Bei den Juniorenweltmeisterschaften belegte Thompson auch den fünften Platz im Weitsprung, nachdem er vorher schon Landesmeister im Weitsprung geworden war.
Im Juli 1978 wurde Thompson zwanzig Jahre alt, 1978 war deshalb die erste Saison, in der Thompsons Leistungen nicht als Juniorenrekorde gewertet wurden. Erneut startete Thompson beim Meeting in Götzis. Am 27. und 28. Mai erreichte er 8238 Punkte (8226). Er belegte damit den zweiten Platz hinter Guido Kratschmer, der auf 8410 Punkte kam. Am 7. und 8. August fand der Zehnkampf bei den Commonwealth Games in Edmonton statt. Thompson dominierte den Wettkampf und gewann mit über achthundert Punkten Vorsprung auf den Australier Peter Hadfield. Seine 8467 Punkte (8470) waren über 1000 Punkte besser als der vorherige Rekord der Commonwealth Games. Allerdings war sein Weitsprung von deutlich zu viel Rückenwind unterstützt. Damit waren Thompson und Kratschmer, der Ende Juli den Europarekord auf 8498 Punkte gesteigert hatte, in der Favoritenposition für die Europameisterschaften in Prag. Aber Kratschmer verletzte sich bereits in der ersten Disziplin am 30. August und schied aus. Thompson führte nach dem ersten Tag mit 288 Punkten, überquerte aber im Stabhochsprung nur 4,20 m gegenüber 4,80 m in Edmonton und wurde von Alexander Grebenjuk mit 51 Punkten besiegt. Thompsons Punktzahl von 8289 (8258) reichte aber für Silber vor Siegfried Stark aus der DDR und vor Zeilbauer. Die Niederlage gegen Grebenjuk war Thompsons letzte Niederlage bis zum September 1987, wenn man von zwei abgebrochenen Zehnkämpfen absieht. Ein nach einem Salto Nullo im Stabhochsprung abgebrochener Zehnkampf am 28. und 29. Juli in Flein war Thompsons einziger im Jahr 1979, immerhin gewann er aber den Landesmeistertitel im Weitsprung.

### Die goldenen Jahre

#### 1980 bis 1982
Am 17. und 18. Mai 1980 fand das alljährliche Meeting in Götzis statt. Nach dem ersten Tag führte Thompson mit 4486 Punkten, lag damit aber etwas schwächer als in Edmonton 1978 und in Flein 1979. Thompson konnte sich diesmal aber am zweiten Tag gegenüber seinen bisherigen Wettkämpfen steigern, er übersprang 4,90 m mit dem Stab und warf den Speer mit 65,38 m so weit wie nie in seiner Karriere. Vor dem letzten Wettbewerb, dem 1500-Meter-Lauf, errechnete Trainer Bruce Longden, dass 4:26 min reichen würden, um den Weltrekord von Bruce Jenner zu überbieten. Thompson lief 4:25,49 min und stellte mit 8622 Punkten (8648) seinen ersten Weltrekord auf. Auf den Plätzen zwei und drei lagen Guido Kratschmer und Jürgen Hingsen, Zeilbauer belegte den vierten Platz. Drei Tage vor dem Meeting in Götzis hatte das bundesdeutsche NOK beschlossen, sich dem Olympiaboykott der US-Amerikaner anzuschließen. Guido Kratschmer überwand zumindest einen Teil seiner Frustration, indem er im Juni in Bernhausen mit 8649 Punkten (8667) einen neuen Weltrekord aufstellte. Daley Thompson hingegen reiste als klarer Favorit zu den Olympischen Spielen in Moskau. Am 25. Juli ging Thompson in den ersten beiden Disziplinen klar in Führung und hatte nach fünf Disziplinen 4542 Punkte erreicht. Am regnerischen Folgetag konnte er seinen Olympiasieg souverän ins Ziel bringen. Mit 8495 Punkten (8522) lag er deutlich vor den beiden Athleten aus der UdSSR, Juri Kuzenko und Sergei Schelanow. Auf den Plätzen vier und fünf folgten mit Georg Werthner und Sepp Zeilbauer zwei Österreicher. 1981 nahm Thompson nur an einem Zehnkampf teil und gewann beim Länderkampf gegen Kanada in Saskatoon mit 7936 Punkten (7798), obwohl er den 1500-Meter-Lauf nicht beendete.
Am 22. und 23. Mai 1982 trat Thompson beim Meeting in Götzis an. Zwei Jahre nach seinem ersten Weltrekord gelangen ihm schon am ersten Tag im Kugelstoßen und im 400-Meter-Lauf neue Bestleistungen. Seine 4620 Punkte für den ersten Tag hatte noch niemand erreicht. Den zweiten Tag eröffnete er mit Bestleistungen im Hürdenlauf und im Diskuswurf. Im Speerwurf und im 1500-Meter-Lauf genügten ihm dann gute, aber nicht herausragende Leistungen für den neuen Weltrekord von 8704 Punkten (8730). Zweiter in Götzis wurde Jürgen Hingsen mit 8529 Punkten, der im August den Weltrekord auf 8723 Punkte (8741) Punkte steigerte. Im Vorfeld der Europameisterschaften in Athen deutete damit alles auf einen Zweikampf zwischen Thompson und Hingsen hin. Mit guten, aber nicht überragenden Leistungen legte Thompson in seinen starken Disziplinen Sprint und Weitsprung vor. Hingsen konnte nur im Hochsprung kräftig aufholen, lag aber nach dem ersten Tag 114 Punkte hinter dem mit 4549 Punkten führenden Thompson. Am zweiten Tag demonstrierte Thompson seine Nervenstärke, als er nach zwei schwachen Versuchen mit dem Diskus im dritten und letzten Versuch seine persönliche Bestleistung um über einen Meter auf 45,48 m steigerte. Am Schluss hatte Thompson mit 8743 Punkten (8774) den Weltrekord zurückerobert und mit 226 Punkten einen komfortablen Vorsprung auf Jürgen Hingsen, Bronze erhielt wie 1978 Siegfried Stark. Für Thompson war damit die Saison noch nicht beendet. Am 4. und 5. Oktober fand der Zehnkampf der Commonwealth Games in Brisbane statt. Er siegte mit 8410 Punkten (8424) überlegen vor dem Kanadier Dave Steen mit 8004 Punkten.

#### 1983 bis 1986
1983 nahm Thompson am 7. und 8. Juni am Länderkampf gegen Kanada in Etobicoke statt. Er gewann mit 8509 Punkten (8529) und übersprang erstmals in einem Zehnkampf 5,10 m im Stabhochsprung. Die Leistung war aber wegen starken Rückenwinds im Hürdenlauf nicht bestenlistenfähig. Unmittelbar vor dem Wettkampf in Kanada hatte Hingsen in Bernhausen den Weltrekord auf 8779 Punkte (8825) verbessert und trotzdem nur knapp vor Siegfried Wentz gewonnen. Damit waren die Favoriten für die Weltmeisterschaften in Helsinki aufgezählt. Der Zehnkampf wurde am 12. und 13. August ausgetragen. Hingsen ging sehr optimistisch in den Wettkampf, hatte aber im Grunde bereits verloren, als er in seiner stärksten Disziplin, dem Hochsprung, nur 2,00 m schaffte, während Thompson 2,03 m übersprang. Thompson gewann mit 8666 Punkten (8714) und 105 Punkten Vorsprung auf Hingsen sowie 188 Punkten auf Wentz, dahinter lag als Vierter Uwe Freimuth aus der DDR.
1984 wurden die Olympischen Spiele in Los Angeles ausgetragen. Die Staaten des Ostblocks außer Rumänien boykottierten die Spiele, was im Zehnkampf vor allem Uwe Freimuth traf. Thompson, der als einziger britischer Zehnkämpfer von Rang keine Qualifikation benötigte, trat am 23. und 24. Mai zu einem Test in Los Angeles an, erreichte nach neun Disziplinen 7938 Punkte (7806) und trat zum 1500-Meter-Lauf nicht an, weswegen dieser Zehnkampf als abgebrochen gewertet wird. Während die meisten Zehnkämpfer der Welt sich über eine Leistung von 7938 Punkten sehr gefreut hätten, weil diese Leistung als Qualifikation für die Olympischen Spiele ausgereicht hätte, war es für die bundesdeutschen Athleten sehr viel schwieriger, sich zu qualifizieren. In Mannheim wurde ein Länderkampf gegen Polen am zweiten Juniwochenende als Qualifikationswettkampf benannt. Hingsen verbesserte seinen Weltrekord auf 8798 Punkte (8832), hinter ihm qualifizierten sich Wentz und Kratschmer. Hingsens dritter Versuch, als amtierender Weltrekordler gegen Thompson den wichtigsten Wettkampf des Jahres zu gewinnen, beförderte die Presse entsprechend, was aber dessen Selbstbewusstsein nicht wesentlich beeinträchtigen konnte. Im Wettkampf war Thompson wie gewohnt im Sprint und im Weitsprung bester Teilnehmer. Hingsen holte im Hochsprung mit 2,12 m zu 2,03 m etwas auf, und Thompson war wieder bester im 400-Meter-Lauf. Thompson verbesserte seinen eigenen Rekord für den ersten Tag auf 4633 Punkte. Er lag damit 114 Punkte vor Hingsen, dahinter die beiden anderen Deutschen. Nachdem Hingsen am zweiten Tag schnellster im Hürdenlauf war und im Diskuswurf über 50 Meter warf, lag er nur noch 32 Punkte zurück. Als aber Hingsen im Stabhochsprung nur 4,50 m gelangen, Thompson hingegen fünf Meter überquerte, war der Wettkampf entschieden, und nach dem Speerwurf lag Thompson sicher genug in Führung, um im 1500-Meter-Lauf bummeln zu können. Dieses tat er etwas zu ausgiebig, denn seine Punktzahl wurde mit 8797 Punkten (8846) ermittelt. Damit hatte Thompson den Weltrekord nach der noch gültigen Tabelle von 1962 um einen Punkt verpasst. 1985 wurde die neue Zehnkampftabelle eingeführt, und Thompson löste Hingsen quasi auf dem Verrechnungsweg als Weltrekordler ab. 1986 wurde nach Überprüfung der Zielfotografien Thompsons Zeit im 110-Meter-Hürdenlauf von 14,34 s auf 14,33 s korrigiert. Damit betrug seine Siegerpunktzahl in Los Angeles 8798 Punkte, was Einstellung des Weltrekords nach der 1962er Tabelle bedeutete. Nach der 1985er Tabelle stand Thompsons Rekord jetzt bei 8847 Punkten. Dan O’Brien übertraf diesen Rekord im September 1992. Während Thompson durch die Tabellenänderung 1985 zum alleinigen Weltrekordler wurde, trat er im ganzen Jahr zu keinem Zehnkampf an.
Erst am 17. und 18. Mai 1986 absolvierte Thompson seinen ersten Zehnkampf nach seinem zweiten Olympiasieg. In Arles gewann er beim Länderkampf gegen Frankreich mit 8667 Punkten. Unmittelbar vor den Commonwealth Games 1986 in Edinburgh geriet Thompson in der britischen Presse unter heftige Kritik: Die englische Mannschaftsleitung hatte Thompson ausgewählt, bei der Eröffnungsfeier am 24. Juli die Flagge zu tragen; Thompson weigerte sich, da er sich in seiner Vorbereitung auf den Zehnkampf am 27. und 28. Juli beeinträchtigt fühlte. Im Wettkampf zeigte er sich von den Querelen ungerührt und gewann souverän mit 8663 Punkten vor Dave Steen, der 490 Punkte zurücklag. Zusätzlich wurde Thompson auch in der englischen Sprintstaffel eingesetzt; in der Besetzung Lincoln Asquith, Thompson, Mike McFarlane und Clarence Callender lief die Staffel in 39,19 s nur vier Hundertstelsekunden hinter den Kanadiern über die Ziellinie. Vier Wochen später, am 27. und 28. August, wurde der Zehnkampf bei den Europameisterschaften in Stuttgart ausgetragen. Der Wettkampf begann wie so oft: Mit 10,26 s ging Thompson gleich in der ersten Disziplin in Führung, Hingsen holte im Hochsprung auf und nach dem ersten Tag führte Thompson 4617 Punkten vor Hingsen mit 4589 Punkten, auf Platz 3 folgte Torsten Voss aus der DDR mit 4570 Punkten vor Siegfried Wentz mit 4521 Punkten. Die Entscheidung fiel einmal mehr im Stabhochsprung, als Daley Thompson mit 5,10 m Hingsen um 50 Zentimeter übertraf. Am Schluss gewann Thompson mit 8811 Punkten vor Hingsen mit 8730 Punkten, Wentz mit 8676 Punkten und Voss mit 8450 Punkten. Thompson erreichte die zweithöchste Punktzahl seiner Karriere und hatte doch am Ende einen eher knappen Vorsprung. Wie vier Wochen zuvor in Edinburgh lief Thompson auch in Stuttgart in der britischen Staffel mit. In der Besetzung Elliot Bunney, Thompson, McFarlane und Linford Christie erreichte die Staffel in 38,71 s als Dritte hinter der UdSSR und der DDR das Ziel.

### Ende der Karriere
Im Vorfeld der Weltmeisterschaften 1987 in Rom wurde Thompson – wie auch Hingsen – von Verletzungen geplagt, es war unklar, ob er rechtzeitig wieder im Vollbesitz seiner Kräfte sein würde. Thompson begann am 3. September mit 10,67 s und gewann zwar die erste Disziplin, war aber offenkundig nicht in der Form seiner großen Jahre. Bereits nach dem Weitsprung lag Torsten Voss an erster Stelle und führte nach dem ersten Tag vor Christian Plaziat und Thompson, während Hingsen nach dem Hochsprung aufgegeben hatte. Am zweiten Tag zog Siegfried Wentz im Hürdensprint an Thompson vorbei. Thompson kämpfte sich sichtlich durch den Zehnkampf und nach einem Speerwurf von 54,14 m fiel er weit zurück. Während Voss vor Wentz gewann, belegte Thompson mit 8124 Punkten den neunten Platz, gewann aber durch seinen Kampfgeist und die Nichtaufgabe Sympathien hinzu. Neun Jahre und vier Tage nach den Europameisterschaften von Prag beendete Thompson einen Zehnkampf nicht als Erster.
Am 21. und 22. August 1988 trat Thompson bei einem Zehnkampf im westfälischen Lage an, nahm aber nur an sechs Disziplinen teil. Er war mit seiner Fitness hinreichend zufrieden, um bei den Olympischen Spielen in Seoul zu starten. Seinen vierten olympischen Zehnkampf begann er am 28. September mit einem Disziplinsieg in 10,62 s über 100 Meter. Nach einem Hochsprung von 2,27 m ging Christian Schenk aus der DDR in Führung und gewann am Ende mit fast 100 Punkten Vorsprung auf Torsten Voss; 22 Punkte hinter dem Kanadier Dave Steen belegte Thompson mit 8306 Punkten den vierten Platz. Thompson und der Österreicher Georg Werthner waren 1988 die ersten beiden Zehnkämpfer, die ihren vierten Olympischen Zehnkampf beendeten, wobei Werthner der erste war, da er als schnellerer 1500-Meter-Läufer seinen Zehnkampf vor Thompson beendete.
Nach Seoul trat Thompson noch sechsmal zu Zehnkämpfen an, 1989 in Talence, 1991 gleich dreimal und 1992 in Trondheim und in London, er beendete aber keinen dieser Zehnkämpfe. Seine Aufgabe im 100-Meter-Lauf am 11. Juli 1992 war die letzte Zehnkampfaktivität seiner Karriere. Bemerkenswert an diesem letzten Start war immerhin, dass es Thompsons einziger Zehnkampfstart in England war. Er hatte seine Karriere im walisischen Cwmbran begonnen, gewann die Goldmedaille bei den Commonwealth Games im schottischen Edinburgh, aber in England war er vorher nie angetreten.
Thompson, der bei einer Körpergröße von 1,84 m ein Wettkampfgewicht von 89 kg aufwies, hat von 1975 bis 1992 insgesamt 37 Zehnkämpfe begonnen und 28 abgeschlossen. Von diesen 28 Wettkämpfen gewann er 19. Er begann seine Karriere bei den Haywards Heath Harriers und startete dann fast seine gesamte Karriere für die Newham and Essex Beagles.

### Nach der Karriere
Daley Thompson hatte das Glück, dass er auf dem Höhepunkt seiner Karriere war, als sich in der Leichtathletik auch offiziell die Professionalisierung durchsetzte. Er durfte für Werbung bezahlt werden und lebt auch heute von der Marke Daley Thompson. Er steht bei Sportveranstaltungen als Interviewpartner und Moderator zur Verfügung, hält Fitnesskurse und veranstaltet Motivationsseminare. Als Fitnesstrainer war er unter anderem auch bei den Fußballclubs FC Wimbledon und Luton Town tätig.
Daley Thompson hat drei Kinder aus erster Ehe und einen Sohn mit seiner derzeitigen Partnerin.

## Zehnkampf im Vereinigten Königreich
Die britischen Leichtathleten gehörten über viele Jahre zur Weltspitze in der Leichtathletik, allerdings nicht im Mehrkampf. Im allerersten olympischen Zehnkampf hatte zwar 1904 in St. Louis der Ire Tom Kiely gewonnen, als Irland noch zum Vereinigten Königreich gehörte. Aber die Entwicklung des Zehnkampfes zum internationalen Wettkampfsport war von den Briten weitgehend ignoriert worden. So wurde der Zehnkampf erst 1966 in das Programm der Commonwealth Games aufgenommen. Die beste internationale Platzierung eines Zehnkämpfers aus dem Vereinigten Königreich von Großbritannien und Nordirland war der sechste Platz von Peter Gabbett bei den Europameisterschaften 1971. Daley Thompson war also der erste britische Zehnkämpfer von Weltklasse. In den 1990er Jahren konnte sich dann auch Dean Macey international durchsetzen.

## Thompson und die Medien
Thompsons Verhältnis zu den britischen Medien war in den Anfangsjahren davon geprägt, dass die Presse ihn ignorierte, weil er kein Läufer war, und dass er die Journalisten nicht mochte, weil sie mit dem Zehnkampf nichts anfangen konnten. Bei seinem ersten Weltrekord 1980 in Götzis waren drei britische Journalisten anwesend, von denen keiner zuvor über einen Zehnkampf berichtet hatte. Der Leichtathletik-Publizist Bob Phillips sagte über Thompson: „Er war ein empfindlicher Charakter. Ich bin jedoch persönlich immer gut mit ihm ausgekommen, weil ich in der Lage war, die zehn Disziplinen des Zehnkampfs in der richtigen Reihenfolge aufsagen zu können, was die meisten britischen Journalisten nicht konnten.“ Thompsons schwieriges Verhältnis zu seinem Heimatland spiegelt sich auch darin wider, dass er keinen Zehnkampf in England absolvierte; vor seinem wichtigsten Start auf der Insel bei den Commonwealth Games 1986 in Edinburgh legte er sich mit der britischen Presse an, weil er nicht als Fahnenträger bei der Eröffnungsfeier agieren wollte.
Ganz anders war Thompsons Ruf auf dem europäischen Festland und insbesondere auch bei der deutschsprachigen Presse, wo er schon früh als herausragender Athlet eingeordnet wurde. Die beiden Weltrekorde 1980 und 1982 waren nicht nur die ersten Weltrekorde von Thompson, sondern auch die ersten beiden Weltrekorde beim Mehrkampf-Meeting Götzis und begründeten den Ruf der Veranstaltung als Mehrkampf-Mekka. In der Bundesrepublik Deutschland wurde Thompson über ein Jahrzehnt als meist überlegener Gegner der einheimischen Zehnkämpfer anerkannt. In den ersten Jahren seiner Karriere war Guido Kratschmer sein Hauptkonkurrent, wobei die beiden nur beim Weltrekord 1980 in Götzis in Bestform aufeinander trafen. Thompsons Olympiasieg in Moskau wurde in Deutschland vor allem als verpasste Chance für Guido Kratschmer wahrgenommen. War in Thompsons Anfangsjahren der introvertierte Kratschmer der große Konkurrent, so erwies sich ab 1982 der extrovertierte Jürgen Hingsen als Dauerrivale, der über Jahre als Mitfavorit zum Saisonhöhepunkt fuhr und sich und den Medien jedes Mal versicherte, dass er dieses Mal Thompson würde schlagen können. Thompson aber besiegte Hingsen bei vier großen Meisterschaften und erwies sich immer als der bessere Wettkämpfer. In Interviews bezeichnete Thompson seinen Rivalen als „Hollywood-Hingsen“, womit er einerseits auf Hingsens Sonnenbräune anspielte, die dieser sich in der kalifornischen Heimat seiner Frau erworben hatte, andererseits aber auch Hingsens demonstratives Selbstbewusstsein als Show-Element abwertete.

## Würdigung
Nach seinem Europameisterschaftserfolg 1982 mit neuem Weltrekord wurde Thompson zum Sportler des Jahres in Großbritannien sowie Weltsportler des Jahres in Italien gewählt, in Europa zum Sportler des Jahres und zum MBE ernannt. 1983 (oder 1986) wurde er mit dem Officer-Rang des Order of the British Empire geehrt, 2000 wurde er Commander.
1999 bat die Fachzeitschrift Leichtathletik die fünf Experten Rolf von der Laage, Ekkehard zur Megede, Karl Adolf Scherer, Klaus Sigl und Otto Verhoeven um eine Liste der Leichtathleten des Jahrhunderts je Disziplin. Im Zehnkampf entschieden sich alle Experten für Daley Thompson, dahinter lagen Bob Mathias und Dan O’Brien.
2002 führte die Statistikervereinigung Association of Track and Field Statisticans eine Umfrage nach dem besten Zehnkämpfer aller Zeiten durch. Thompson gewann die Abstimmung mit 94 % der abgegebenen Stimmen und wurde 2003 in die Hall of Fame aufgenommen.
Die Einordnung als größter Zehnkämpfer beruht auf mehreren Faktoren. Thompson ist der einzige Zehnkämpfer, der viermal den Weltrekord verbesserte, und außer ihm gewann nur Bob Mathias zwei olympische Goldmedaillen. Nur Dan O’Brien und Roman Šebrle waren ähnlich lange dominant, beide können aber im Gegensatz zu Thompson keine makellose Goldmedaillenbilanz über sieben Jahre vorweisen.
Seine Zehnkampfbestleistung von 8847 Punkten wurde bis dato (Stand 6. Juni 2015) nur von den Weltrekordlern Ashton Eaton, Šebrle, Tomáš Dvořák und O’Brien überboten. Seine Bestleistung für den ersten Tag, die er bei seinem Weltrekord 1984 aufstellte und die nach heutiger Punktwertung 4677 Punkte beträgt, wurde bislang von sechs Zehnkämpfern übertroffen, wobei Dan O’Brien seit 1994 die Bestleistung mit 4738 Punkten hält. Thompsons beste Disziplinen waren immer der 100-Meter-Lauf und der Weitsprung. Im 100-Meter-Lauf waren nur Ashton Eaton und Chris Huffins jemals schneller in einem Zehnkampf oberhalb der 7000-Punkte-Marke als Thompson. Auch im Weitsprung gehört Thompson bis heute zu den zehn stärksten Zehnkämpfern aller Zeiten. Bis heute konnte nur Ashton Eaton in einem 8000-Punkte-Zehnkampf mit 3881 Punkten mehr Punkte in den vier Laufdisziplinen sammeln als die 3728 Punkte, die Thompson 1986 in Stuttgart erreichte.
In englischsprachigen Quellen wird Thompson häufig als der erste Sportler bezeichnet, der gleichzeitig den Titel eines Olympiasiegers, Weltmeisters, Europameisters und Siegers bei den Commonwealth Games in einer Einzeldisziplin hielt. Da außer den vier Mannschaften aus England, Schottland, Wales und Nordirland nur wenige europäische Länder wie Malta und Zypern an Commonwealth Games teilnehmen, reduziert sich diese Aussage darauf, dass Thompson der erste Brite in einer Olympischen Individualsportart war, der ohne Unterbrechung bei allen großen Meisterschaften gewann.
2013 wurde Thompson in die IAAF Hall of Fame aufgenommen.

## Bestleistungen in den Einzeldisziplinen
| Disziplin      | Bestleistung | Jahr und Ort        |
| -------------- | ------------ | ------------------- |
| 100 m          | 10,26 s      | 1986 in Stuttgart   |
| Weitsprung     | 8,01 m       | 1984 in Los Angeles |
| Kugelstoßen    | 16,10 m      | 1984 in Walnut      |
| Hochsprung     | 2,11 m       | 1980 in Götzis      |
| 400 m          | 46,86 s      | 1982 in Götzis      |
| 110 m Hürden   | 14,04 s      | 1986 in Stuttgart   |
| Diskuswurf     | 49,10 m      | 1986 in Stanford    |
| Stabhochsprung | 5,25 m       | 1986 in London      |
| Speerwurf      | 65,38 m      | 1980 in Götzis      |
| 1500 m         | 4:20,3 min   | 1976 in Cwmbran     |